# 2021-es Junior Eurovíziós Dalfesztivál
A 2021-es Junior Eurovíziós Dalfesztivál (angolul: Junior Eurovision Song Contest 2021, franciául: Concours Eurovision de la chanson junior 2021) volt a tizenkilencedik Junior Eurovíziós Dalfesztivál, melyet Franciaországban rendeztek meg, miután a 2020-as Junior Eurovíziós Dalfesztivál a francia Valentina győzelmével zárult, aki a J’imagine című dalát adta elő Varsóban. A Junior Eurovíziós Dalfesztivál történetében ez volt az első alkalom, hogy Franciaország adott otthont a versenynek, és a hetedik alkalom, hogy az előző évi győztes ország rendezte a dalversenyt. A dalfesztivál Franciaország fővárosában, Párizsban került megrendezésre. A pontos helyszín a La Seine Musicale volt. A versenyre 2021. december 19-én került sor.
19 ország erősítette meg a részvételét a dalfesztiválra, beleértve Albániát, Észak-Macedóniát, Írországot, Olaszországot, Örményországot és Portugáliát, melyek egy, Azerbajdzsánt, mely két, valamint Bulgáriát, mely négy év kihagyás után tér vissza. A verseny történetében először nem vett részt azonban Fehéroroszország, miután az Európai Műsorsugárzók Uniója kizárta a fehérorosz műsorsugárzót a szervezet tagjai közül.
A verseny az Örményországot képviselő Maléna győzelmével zárult, aki 224 pontot összegyűjtve nyerte meg a döntőt, az ország második győzelmét aratva. A Qami qami című dal összesen két országtól kapott maximális 12 pontot.
A dalfesztivál döntőjét körülbelül 33 millió ember látta, ezzel a 2011-es verseny óta a legnézettebb dalfesztivál lett.

## A helyszín és a verseny témája
Az Eurovíziós Dalfesztivállal ellenben itt nem az előző évi győztes rendez, hanem pályázni kell a rendezés jogára, azonban az előző év győztese előnyt élvez a rendezési jog megszerzésében.
A 2020-as versenyt megelőzően a spanyol delegációvezető megerősítette, hogy az ország hajlandó megrendezni a 2021-es versenyt, amennyiben 2020-ban Spanyolország nyer. A döntő másnapján a 2020-as verseny tényleges győztese, Franciaország delegációvezetője is megerősítette, hogy a műsorsugárzónak szándékában áll megrendezni a 2021-es versenyt.
Végül 2020. december 9-én vált hivatalossá, hogy Franciaországban rendezik meg a versenyt. Az ország 21 évvel korábban rendezett utoljára eurovíziós eseményt, az 1999-es Fiatal Táncosok Eurovízióját Lyonban. A pontos helyszínt 2021. május 20-án jelentették be a 2021-es Eurovíziós Dalfesztivál második elődöntője előtti sajtótájékoztatón. Ugyanekkor ismertették a dalfesztivál hivatalos szlogenjét is, mely Imagine (magyarul: Képzeld el) lett, utalva ezzel Valentina előző évi győztes dalára, melynek címe J'imagine (magyarul: Elképzelem) volt. A verseny hivatalos logóját augusztus 24-én mutatták be, melynek három alapmotívuma van: a párizsi Eiffel-torony, a karácsonyfa, és az elképzelést jelképező csillag.
A 2021-es verseny pontos helyszíne a 6 000 fő befogadására alkalmas La Seine Musicale volt, amit a Szajna Ile Seguin szigetén alakítottak ki. 2021. november 30-án kiderült, hogy a korábbiakban Cannes és Nizza, valamint Párizs egy másik sportkomplexuma is a pályázó helyszínek között volt.
| Franciaország Párizs Cannes Nizza |

Kulcsok:

 †   Rendező város
 ‡   Pályázó városok
     Nem megfelelő helyszínek
| Város    | Intézmény                           | Kapacitás | Megjegyzés                                               |
| -------- | ----------------------------------- | --------- | -------------------------------------------------------- |
| Cannes   | Palais des Festivals et des Congrès | 2 300     | Az 1959-es és 1961-es Eurovíziós Dalfesztivál helyszíne. |
| Nizza    | Palais Nikaïa                       | 9 000     | —                                                        |
| Párizs † | La Seine Musicale                   | 6 000     | A 2021-es Junior Eurovíziós Dalfesztivál helyszíne.      |
| Párizs † | Paris La Défense Arena              | 40 000    | —                                                        |

A versenyt szervező Európai Műsorsugárzók Uniója 2021. augusztus 24-én felvázolt négy lehetséges forgatókönyvet a 2021-es dalfesztivál megrendezését illetően:
- „A” forgatókönyv: A verseny hagyományos módon, korlátozások nélkül kerül megrendezésre.
- „B” forgatókönyv: A verseny hasonló módon kerül megrendezésre, mint a 2021-es Eurovíziós Dalfesztivál.
- „C” forgatókönyv: A verseny Párizsban, de az utazási korlátozások figyelembe vételével kerül megrendezésre. Ebben az esetben azok az előadók, akik az érvényben lévő utazási korlátozások miatt nem tudnak jelen lenni a verseny helyszínén, produkciójukat saját országukban, felvételről adják elő.
- „D” forgatókönyv: A verseny Párizsban kerül megrendezésre, hasonlóan, mint az előző évi verseny.

| A 2021-es Junior Eurovíziós Dalfesztivál lehetséges forgatókönyvei | A 2021-es Junior Eurovíziós Dalfesztivál lehetséges forgatókönyvei | A 2021-es Junior Eurovíziós Dalfesztivál lehetséges forgatókönyvei | A 2021-es Junior Eurovíziós Dalfesztivál lehetséges forgatókönyvei | A 2021-es Junior Eurovíziós Dalfesztivál lehetséges forgatókönyvei |
| Tényezők                                                           | A                                                                  | B                                                                  | C                                                                  | D                                                                  |
| ------------------------------------------------------------------ | ------------------------------------------------------------------ | ------------------------------------------------------------------ | ------------------------------------------------------------------ | ------------------------------------------------------------------ |
| Élő műsorok a helyszínen                                           | Lehetséges                                                         | Lehetséges                                                         | Lehetséges                                                         | Lehetséges                                                         |
| Versenyzők a helyszínen                                            | Lehetséges                                                         | Lehetséges                                                         | Korlátozásokkal vagy módosított formában lehetséges                | Nem lehetséges                                                     |
| Közönség a helyszínen                                              | Lehetséges                                                         | Korlátozásokkal vagy módosított formában lehetséges                | Korlátozásokkal vagy módosított formában lehetséges                | Nem lehetséges                                                     |
| Sajtóközpont a helyszínen                                          | Lehetséges                                                         | Korlátozásokkal vagy módosított formában lehetséges                | Korlátozásokkal vagy módosított formában lehetséges                | Nem, vagy csak módosított formában lehetséges                      |
| Eredmény                                                           | Megvalósult                                                        | Elvetették                                                         | Elvetették                                                         | Elvetették                                                         |

2021. október 19-én megerősítették, hogy az „A” forgatókönyv szerint zajlik a verseny. A jegyek árusítását november 1-jén kezdték meg.

### Műsorvezetők

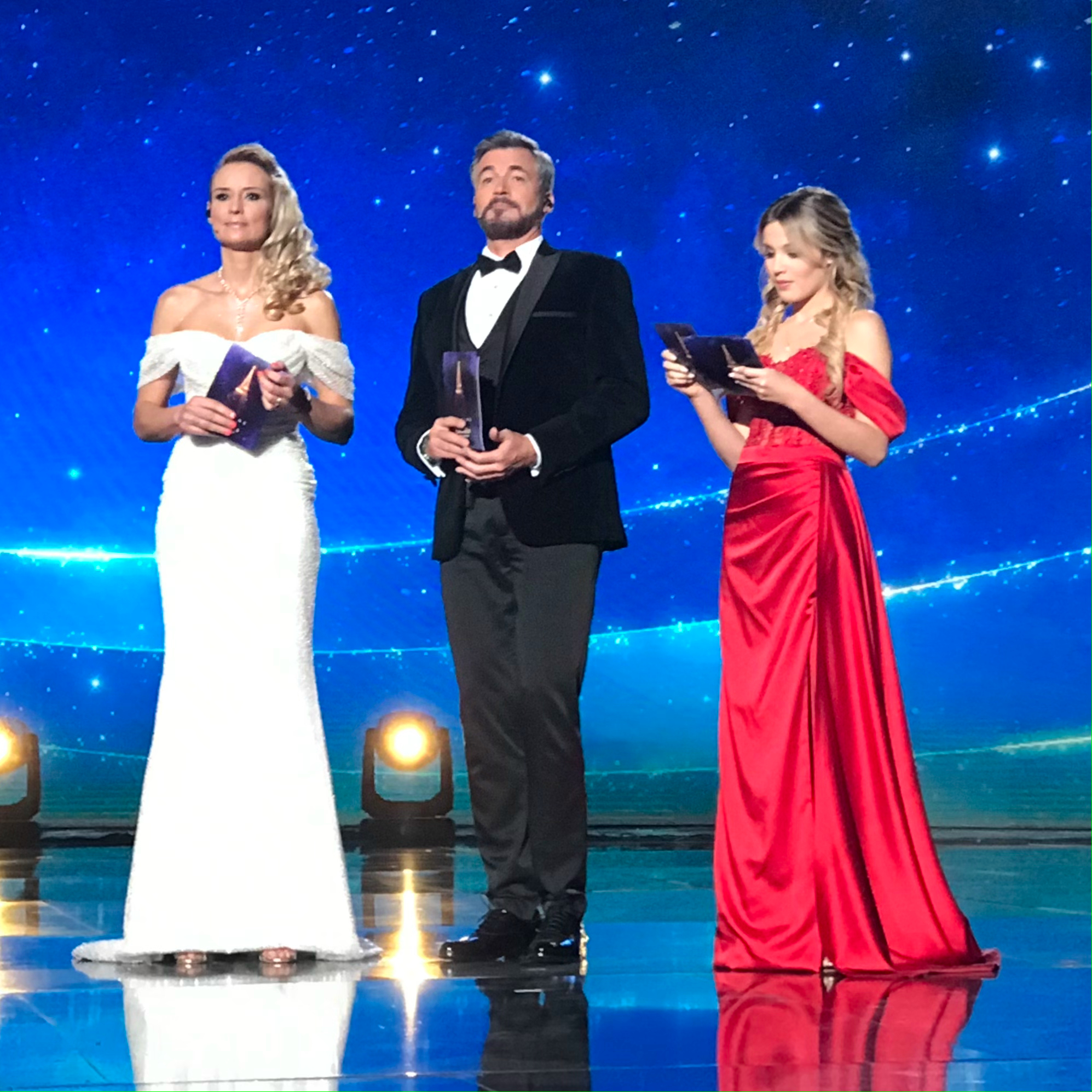
A dalverseny műsorvezetői: Élodie Gossuin, Oliver Minne és Carla Lazzari

A dalfesztivál műsorvezetőit 2021. október 17-én jelentették be Carla Lazzari, Élodie Gossuin és Oliver Minne személyében. Ez volt a ötödik alkalom, hogy három házigazdája volt a műsornak, továbbá a verseny történetében negyedjére fordult elő, hogy a dalfesztivál egy korábbi versenyzője műsorvezetői feladatokat látott el.
Carla a 2019-es versenyen képviselte Franciaországot a Bim bam toi című dallal. Élodie Gossuin, szépségkirálynő, politikus, 2001-ben a Miss France és a Miss Europe cím nyertese, 2016 és 2018 között az Eurovíziós Dalfesztivál francia pontbejelentője. Oliver Minne, francia-belga színész és műsorvezető, aki 1995 és 1997 között az Eurovíziós Dalfesztivál francia kommentátora volt.

## A résztvevők
Az Európai Műsorsugárzók Uniója (EBU) 2021. szeptember 2-án jelentette be a résztvevők hivatalos listáját. Az előző évi versenyt a Covid19-pandémia miatt kihagyó országok közül visszatér Albánia, Észak-Macedónia, Írország és Portugália, valamint Olaszország, mely előzetesen bejelentette távolmaradását, végül azonban a visszatérés mellett döntött. Egy év kihagyás után ismét képviselteti magát Örményország, mely eredetileg 2020-ban is indult volna, azonban a 2020-as hegyi-karabahi háborút követő belpolitikai válság nem tette lehetővé az ország részvételét. Két év kihagyás után csatlakozik újból a mezőnyhöz Azerbajdzsán, míg Bulgária, mely előzetesen bejelentette távolmaradását, négy év távollét után, 2016 óta először küld versenyzőt. A dalfesztivál történetében első alkalommal nem vesz részt azonban Fehéroroszország, miután az ország műsorsugárzójának EBU-tagságát a szervezet legalább három évre felfüggesztette.
Így 19 ország képviselteti magát Párizsban, mely eggyel kevesebb, mint a 2018-as verseny rekordlétszáma, és megegyezik a 2019-es verseny létszámával.
Az örmény versenyző, Maléna eredetileg 2020-ban képviselte volna országát a dalfesztiválon, Örményország azonban végül nem vett részt a 2020-as versenyen a 2020-as hegyi-karabahi háborút követő belpolitikai válság miatt. 2019 után másodjára, ezúttal azonban szólóban szerepel az orosz Tanya Mezhentseva is.
A bolgár dal egyik társszerzője Vasil, Észak-Macedónia 2020-as és 2021-es versenyzője az Eurovíziós Dalfesztiválon.
| Előadó            | Ország      | Előző év(ek)                             |
| ----------------- | ----------- | ---------------------------------------- |
| Tanya Mezhentseva | Oroszország | 2019 (Denberel Oorzhak közreműködésében) |

## A versenyszabályok változása
Ebben az évben a dalverseny kezdési időpontja visszatér a megszokott közép-európai idő szerinti 16:00 órai kezdéshez. 2003 és 2015 között 19:30-kor (2011) vagy 20:15-kor kezdődött a verseny. A 16 órai kezdést 2016 óta használják, viszont tavaly az EBU engedélyezte a TVP-nek, hogy késleltesse a döntő kezdését egy órával.
A műsort 2005 óta először félig angol nyelven és félig francia nyelven bonyolították le. A műsorvezetők közül Élodie franciául, Olivier angolul, míg Carla mindkét nyelven vezette a műsort.

## A versenyt megelőző időszak

### Nemzeti válogatók
A versenyre nevező 19 ország közül 8 nemzeti döntő keretein belül, 8 belső kiválasztással, 3 pedig a két módszer együttes alkalmazásával választotta ki indulóját.
Albánia, Hollandia, Kazahsztán, Lengyelország, Málta, Németország, Oroszország és Ukrajna apróbb változtatásokkal ugyanazt a kimondottan Junior Eurovíziós Dalfesztiválra létrehozott nemzeti döntőt rendezte meg, mint a legutóbbi részvétele során, ahogy Grúzia és Írország is, a két ország válogatóműsora azonban csak az előadó kiválasztására szolgált, dalaikat egy későbbi időpontban, belső kiválasztást követően mutatták be, míg Portugáliát egy nemzetközi szinten ismert tehetségkutató-formátum, a The Voice Kids győztese képviseli a versenyen, dalát szintén belső kiválasztással jelölték ki.
A többi ország, Azerbajdzsán, Bulgária, Észak-Macedónia, Franciaország, Olaszország, Örményország, Spanyolország és Szerbia ismételten a teljes belső kiválasztás mellett döntött.
A dalverseny első hivatalosan megerősített előadója a portugál Simão Oliveira volt, akit 2021. április 18-án jelentettek be, míg az első dal a német versenydal volt, amit szeptember 10-én választottak ki. Az utolsó előadó és dal az örmény előadó és szerzemény volt, előbbi november 17-én, míg utóbbi november 19-én jelent meg.
| Ország          | Választás módszere                           | Válogató / Bemutató műsor                                  | Közvetítő csatorna                        | Kiválasztás / Bemutatás dátuma | Kiválasztás / Bemutatás dátuma |
| Ország          | Választás módszere                           | Válogató / Bemutató műsor                                  | Közvetítő csatorna                        | Előadó                         | Dal                            |
| --------------- | -------------------------------------------- | ---------------------------------------------------------- | ----------------------------------------- | ------------------------------ | ------------------------------ |
| Albánia         | nemzeti döntő                                | Junior Fest                                                | Nem volt televíziós közvetítés            | 2021. október 23.              | 2021. október 23.              |
| Azerbajdzsán    | belső kiválasztás                            | Nem rendeztek válogató- és bemutatóműsort                  | Nem rendeztek válogató- és bemutatóműsort | 2021. augusztus 16.            | 2021. november 17.             |
| Bulgária        | belső kiválasztás                            | előadó: Kultura.BG dal: Denjat zapocsva sz Georgi Ljubenov | BNT 1                                     | 2021. november 8.              | 2021. november 13.             |
| Észak-Macedónia | belső kiválasztás                            | Nem rendeztek válogató- és bemutatóműsort                  | Nem rendeztek válogató- és bemutatóműsort | 2021. október 12.              | 2021. november 12.             |
| Franciaország   | belső kiválasztás                            | Nem rendeztek válogató- és bemutatóműsort                  | Nem rendeztek válogató- és bemutatóműsort | 2021. október 21.              | 2021. október 22.              |
| Grúzia          | előadó: nemzeti döntő dal: belső kiválasztás | előadó: Ranina                                             | 1TV                                       | 2021. november 13.             | 2021. november 14.             |
| Hollandia       | nemzeti döntő                                | Junior Songfestival                                        | NPO Zapp                                  | 2021. szeptember 25.           | 2021. szeptember 25.           |
| Írország        | előadó: nemzeti döntő dal: belső kiválasztás | előadó: Junior Eurovision Éire                             | TG4                                       | 2021. október 17.              | 2021. november 16.             |
| Kazahsztán      | nemzeti döntő                                | Nem volt külön elnevezése a válogatóműsornak               | Habar                                     | 2021. november 6.              | 2021. november 6.              |
| Lengyelország   | nemzeti döntő                                | Szansa na Sukces                                           | TVP2                                      | 2021. szeptember 26.           | 2021. szeptember 26.           |
| Málta           | nemzeti döntő                                | Malta Junior Eurovision Song Contest                       | TVM                                       | 2021. október 16.              | 2021. október 16.              |
| Németország     | nemzeti döntő                                | Junior ESC – Wer fährt nach Paris?                         | KiKA                                      | 2021. szeptember 10.           | 2021. szeptember 10.           |
| Olaszország     | belső kiválasztás                            | Nem rendeztek válogató- és bemutatóműsort                  | Nem rendeztek válogató- és bemutatóműsort | 2021. november 11.             | 2021. november 12.             |
| Oroszország     | nemzeti döntő                                | Akademija Eurovision                                       | Karuszel                                  | 2021. október 26.              | 2021. október 26.              |
| Örményország    | belső kiválasztás                            | Nem rendeztek válogató- és bemutatóműsort                  | Nem rendeztek válogató- és bemutatóműsort | 2021. november 17.             | 2021. november 19.             |
| Portugália      | előadó: nemzeti döntő dal: belső kiválasztás | előadó: The Voice Kids                                     | RTP1                                      | 2021. április 18.              | 2021. november 12.             |
| Spanyolország   | belső kiválasztás                            | dal: Mejor Contigo                                         | La 1                                      | 2021. szeptember 16.           | 2021. október 18.              |
| Szerbia         | belső kiválasztás                            | Nem rendeztek válogató- és bemutatóműsort                  | Nem rendeztek válogató- és bemutatóműsort | 2021. október 5.               | 2021. október 28.              |
| Ukrajna         | nemzeti döntő                                | Nem volt külön elnevezése a válogatóműsornak               | Szuszpilne Kultura                        | 2021. október 24.              | 2021. október 24.              |

### Próbák és sajtótájékoztatók
A próbák december 14-én kezdődtek a verseny helyszínén. Első körben minden ország elpróbálhatta a produkcióját többször is egymás után, valamint még színpadra lépés előtt a színfalak mögött beállították az énekesek mikrofonjait és fülmonitorjait. A színpadi próba után a delegációk a videószobába vonultak, ahol megnézhették, hogy a rendező csatorna hogyan képzeli el a produkció lefilmezését. Ebben az évben is a legelső próbák zárt ajtók mögött zajlottak le december 14-én, kedden és december 15-én, szerdán. Ebben az évben a Covid19 korlátozások miatt az előadók nem vettek részt sajtótájékoztatón egyből a próba után ahol egy műsorvezetővel beszélgettek volna a versenyről, a produkcióról, a próbákról, és a sajtó akkreditált tagjai tehettek volna fel kérdéseket a delegációk tagjainak. 
A kezdési időpontok helyi idő szerint vannak feltüntetve. (UTC+01:00)
| Dátum                       | Ország          | Próba       |
| --------------------------- | --------------- | ----------- |
| 2021. december 14. (kedd)   | Portugália      | 9:00–9:40   |
| 2021. december 14. (kedd)   | Írország        | 9:50–10:30  |
| 2021. december 14. (kedd)   | Málta           | 10:40–11:20 |
| 2021. december 14. (kedd)   | Hollandia       | 11:30–12:10 |
| 2021. december 14. (kedd)   | Németország     | 12:20–13:00 |
| 2021. december 14. (kedd)   | Olaszország     | 14:00–14:40 |
| 2021. december 14. (kedd)   | Grúzia          | 14:50–15:30 |
| 2021. december 14. (kedd)   | Spanyolország   | 15:40–16:20 |
| 2021. december 14. (kedd)   | Lengyelország   | 16:30–17:10 |
| 2021. december 15. (szerda) | Azerbajdzsán    | 9:00–9:40   |
| 2021. december 15. (szerda) | Bulgária        | 9:50–10:30  |
| 2021. december 15. (szerda) | Albánia         | 10:40–11:20 |
| 2021. december 15. (szerda) | Ukrajna         | 11:30–12:10 |
| 2021. december 15. (szerda) | Észak-Macedónia | 12:20–13:00 |
| 2021. december 15. (szerda) | Kazahsztán      | 14:00–14:40 |
| 2021. december 15. (szerda) | Örményország    | 14:50–15:30 |
| 2021. december 15. (szerda) | Szerbia         | 15:40–16:20 |
| 2021. december 15. (szerda) | Oroszország     | 16:30–17:10 |
| 2021. december 15. (szerda) | Franciaország   | 17:20–18:00 |

| Dátum                          | Ország          | Próba       |
| ------------------------------ | --------------- | ----------- |
| 2021. december 16. (csütörtök) | Portugália      | 10:00–10:20 |
| 2021. december 16. (csütörtök) | Írország        | 10:30–10:50 |
| 2021. december 16. (csütörtök) | Málta           | 11:00–11:20 |
| 2021. december 16. (csütörtök) | Hollandia       | 11:30–11:50 |
| 2021. december 16. (csütörtök) | Németország     | 13:00–13:20 |
| 2021. december 16. (csütörtök) | Olaszország     | 13:30–13:50 |
| 2021. december 16. (csütörtök) | Grúzia          | 14:00–14:20 |
| 2021. december 16. (csütörtök) | Spanyolország   | 14:30–14:50 |
| 2021. december 16. (csütörtök) | Lengyelország   | 15:00–15:20 |
| 2021. december 17. (péntek)    | Azerbajdzsán    | 10:00–10:20 |
| 2021. december 17. (péntek)    | Bulgária        | 10:30–10:50 |
| 2021. december 17. (péntek)    | Albánia         | 11:00–11:20 |
| 2021. december 17. (péntek)    | Ukrajna         | 11:30–11:50 |
| 2021. december 17. (péntek)    | Észak-Macedónia | 13:00–13:20 |
| 2021. december 17. (péntek)    | Kazahsztán      | 13:30–13:50 |
| 2021. december 17. (péntek)    | Örményország    | 14:00–14:20 |
| 2021. december 17. (péntek)    | Szerbia         | 14:30–14:50 |
| 2021. december 17. (péntek)    | Oroszország     | 15:00–15:20 |
| 2021. december 17. (péntek)    | Franciaország   | 15:30–15:50 |

| Forduló                 | Dátum                        | Kezdés | Vége  |
| ----------------------- | ---------------------------- | ------ | ----- |
| 1. főpróba              | 2021. december 18., szombat  | 10:30  | 13:00 |
| 2. főpróba – zsűri show | 2021. december 18., szombat  | 17:00  | 19:30 |
| Élő közvetítés          | 2021. december 19., vasárnap | 16:00  | 18:30 |

### Esélyek
A felnőtt versennyel ellentétben nincs fogadás, mert az olyan versenyeken, ahol a kiskorúak kerülnek előtérbe, több országban törvénybe ütközik a fogadás. A fogadások helyett a verseny előtt több rajongói oldal szavazást tartott, ahol  Észak-Macedóniát, Lengyelországot és Örményországot tekintették a győzelemre legesélyesebbnek.

## A verseny

### Megnyitó ünnepség
A megnyitó ünnepségre december 13-án került sor a Gabrielben Stúdióban, Párizs nyolcadik kerületében. A megnyitó házigazdája Carla volt. A megnyitó során meghatározták, hogy melyik ország lép fel elsőként, utolsóként, valamint a házigazda rajtszámát. A hátralévő sorrendről a verseny producerei döntenek a ceremónia után.

### Trófea
A dalfesztivál trófeáját a svéd Kosta Boda üvegvállalatban dolgozó Kjell Engman tervezte. A trófea jelenlegi dizájnját a 2017-es versenyen használták először. A trófea formája, hasonlóan az Eurovíziós Dalfesztiválhoz, egy üvegből készült mikrofon, mely belül és a felső részén színekkel van körülvéve, szimbolizálva a hanghullámokat.

### Fellépési sorrend
A fellépési sorrendet december 13-án jelentették be, a házigazda Franciaországot a tizenharmadik helyre sorsolták, míg Németországot a döntő nyitó produkcióra, Portugáliát a záró produkcióra.
Érdekesség, hogy Németország sorozatban másodszor nyitotta a versenyt.

### Meghívott előadók
A döntő a 19 részt vevő ország zászlós bevonulásával kezdődött, melynek zenei aláfestéseként a francia DJ duó, az Ofenbach zeneműve szolgált. Az élő adás során az előző évi győztes, Valentina előadta győztes dalát egy karácsonyi verzióban. Emellett a 2021-es Eurovíziós Dalfesztivál második helyezettje, Barbara Pravi énekelte el Voilá című dalát a műsor folyamán. A verseny hivatalos főcímdalát, melynek címe Imagine, a tizenkilenc részt vevő ország versenyzője közös produkcióban adta elő a szavazási idő alatt.

## Döntő
| #  | Ország          | Nyelv                | Előadó                              | Dal                           | Magyar fordítás        | Helyezés | Pontszám |
| -- | --------------- | -------------------- | ----------------------------------- | ----------------------------- | ---------------------- | -------- | -------- |
| 01 | Németország     | német, angol         | Pauline                             | Imagine Us                    | Képzelj el minket      | 17.      | 61       |
| 02 | Grúzia          | grúz, angol, francia | Niko Kajaia                         | Let’s Count the Smiles        | Számoljuk a mosolyokat | 4.       | 163      |
| 03 | Lengyelország   | lengyel, angol       | Sara James                          | Somebody                      | Valaki                 | 2.       | 218      |
| 04 | Málta           | angol                | Ike & Kaya                          | My Home                       | Az otthonom            | 12.      | 97       |
| 05 | Olaszország     | olasz, angol         | Elisabetta Lizza                    | Specchio (Mirror on the Wall) | Tükör (Tükör a falon)  | 10.      | 107      |
| 06 | Bulgária        | bolgár, angol        | Denislava & Martin                  | Voice of Love                 | A szeretet hangja      | 16.      | 77       |
| 07 | Oroszország     | orosz, angol[a]      | Tanya Mezhentseva                   | Mon ami                       | Barátom                | 7.       | 124      |
| 08 | Írország        | ír[b]                | Maiú Levi Lawlor                    | Saor (Disappear)              | Szabad (Eltűnni)       | 18.      | 44       |
| 09 | Örményország    | örmény, angol[c]     | Maléna                              | Qami qami                     | Szél szél              | 1.       | 224      |
| 10 | Kazahsztán      | kazak, francia       | Alinur Khamzin & Beknur Zhanibekuly | Ertegı älemı (Fairy World)    | Tündérvilág            | 8.       | 121      |
| 11 | Albánia         | albán, angol         | Anna Gjebrea                        | Stand by You                  | Melletted állok        | 14.      | 84       |
| 12 | Ukrajna         | ukrán                | Olena Usenko                        | Vazhil                        | Befolyás               | 6.       | 125      |
| 13 | Franciaország   | francia              | Enzo                                | Tic tac                       | Tik-tak                | 3.       | 187      |
| 14 | Azerbajdzsán    | azeri, angol         | Sona Azizova                        | One of Those Days             | Azon napok egyike      | 5.       | 151      |
| 15 | Hollandia       | holland, angol[d]    | Ayana                               | Mata sugu aō ne               | Viszlát hamarosan      | 19.      | 43       |
| 16 | Spanyolország   | spanyol              | Levi Díaz                           | Reír                          | Nevetni                | 15.      | 77       |
| 17 | Szerbia         | szerb                | Jovana & Dunja                      | Oči deteta (Children’s Eyes)  | Gyermeki szemek        | 13.      | 86       |
| 18 | Észak-Macedónia | macedón, angol       | Dajte Muzika                        | Green Forces                  | Zöld erők              | 9.       | 114      |
| 19 | Portugália      | portugál             | Simão Oliveira                      | O rapaz                       | A fiú                  | 11.      | 101      |

1.↑ a: A dal tartalmaz két kifejezést francia nyelven is.
2.↑ b: A dal tartalmaz egy kifejezést francia nyelven és egy többször ismételt mondatot angol nyelven is.
3.↑ c: A dal tartalmaz egy többször ismételt kifejezést nyugati-örmény nyelven

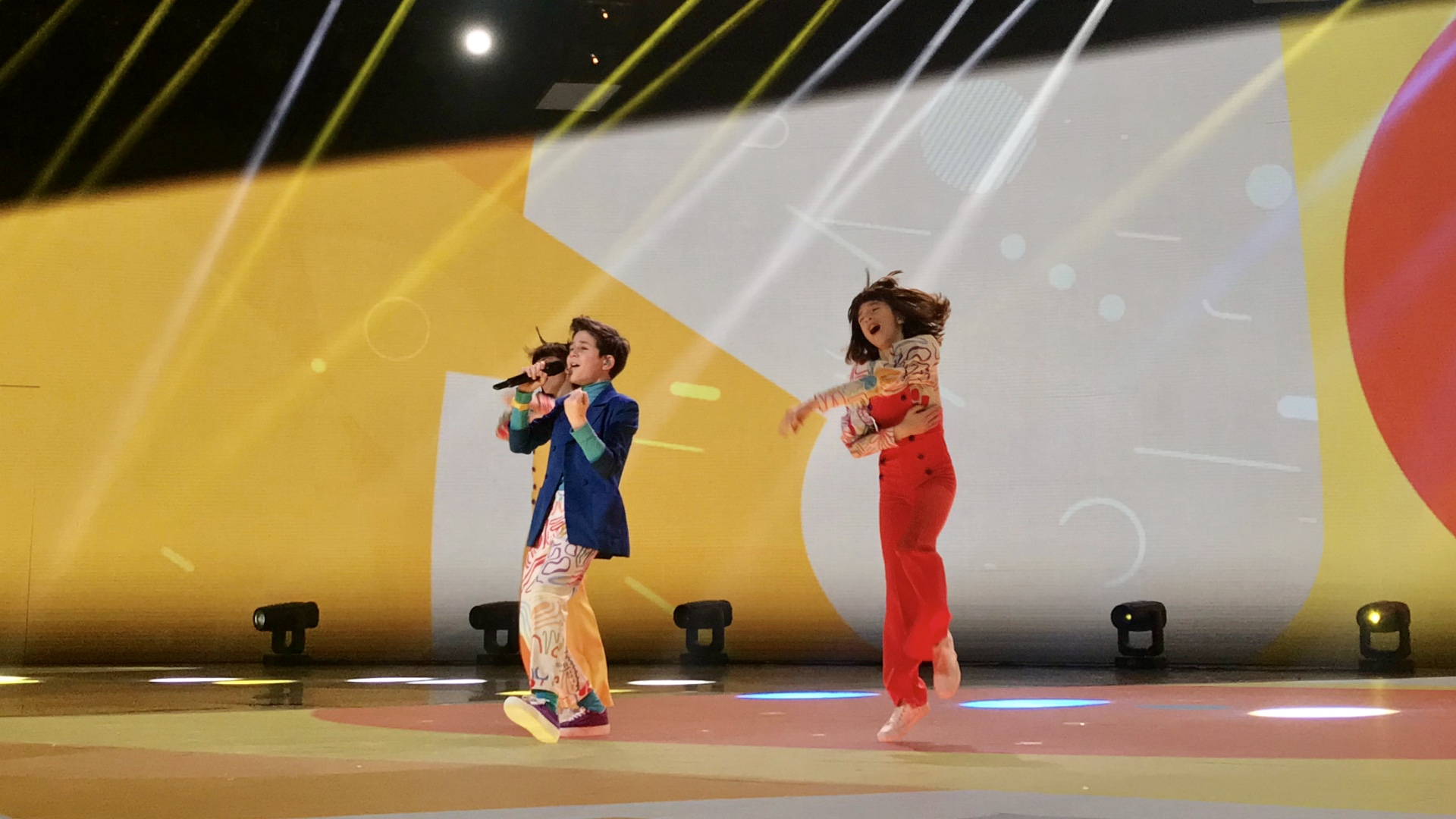
Niko Kajaia

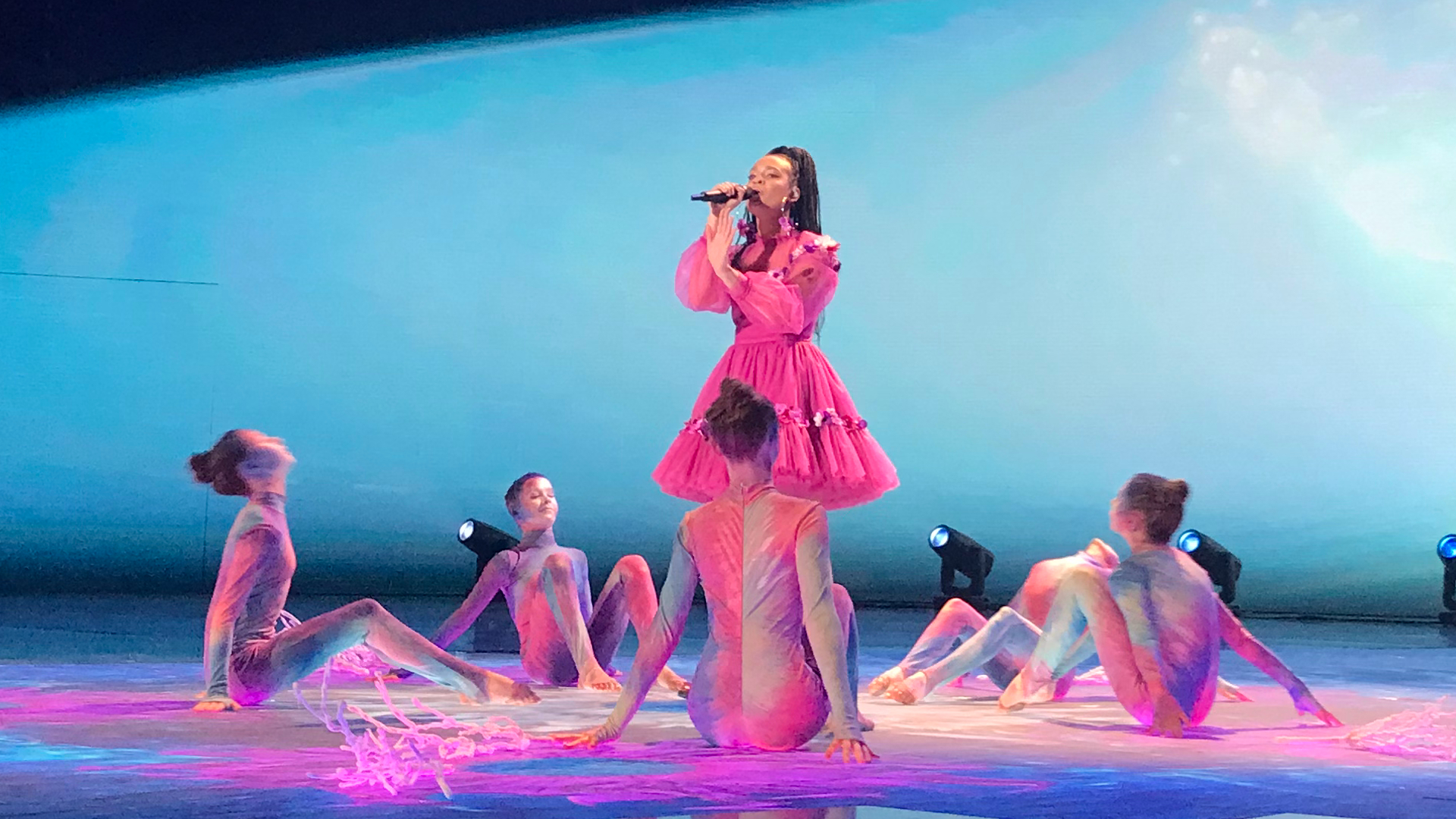
Sara James

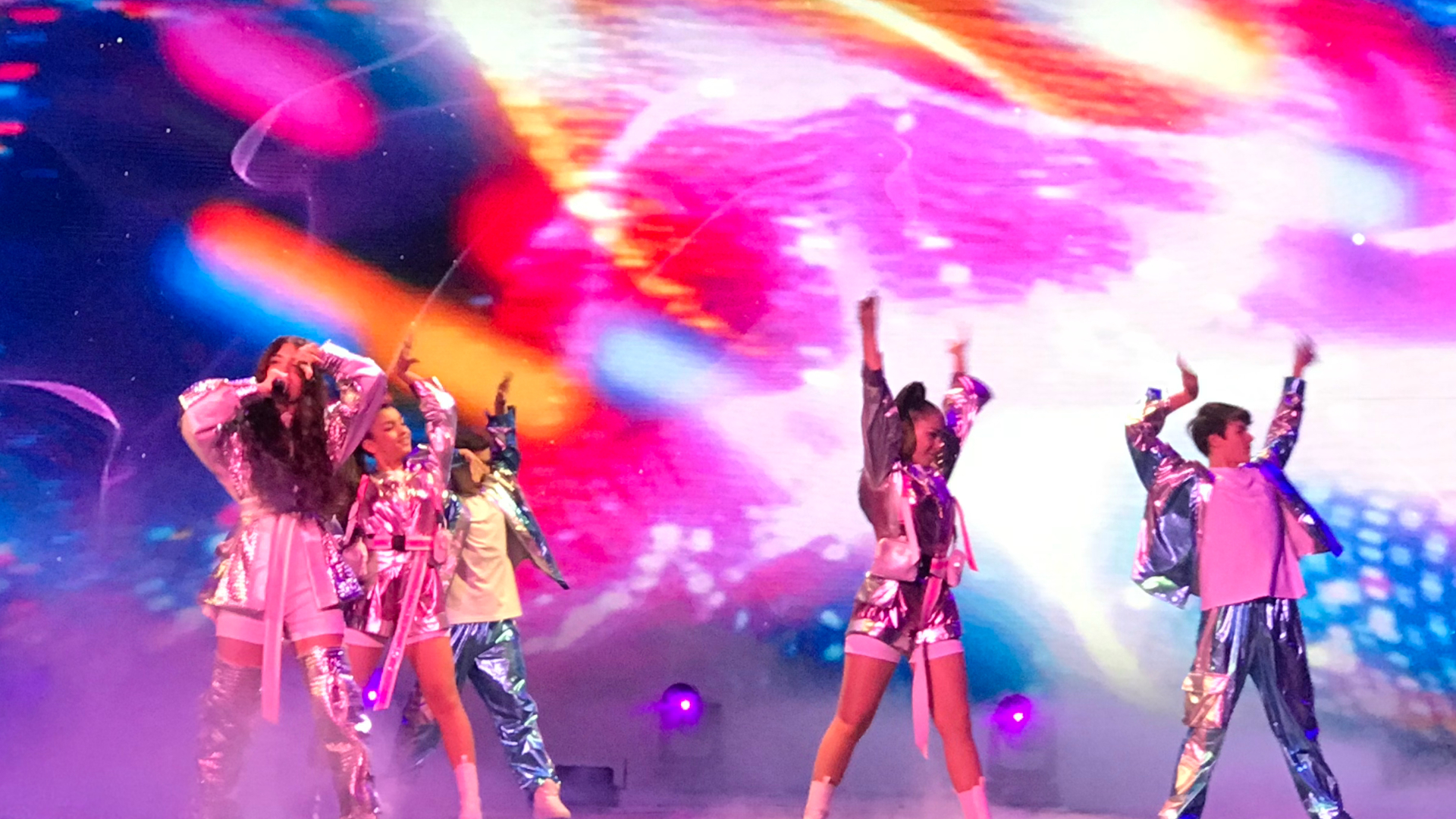
Maléna

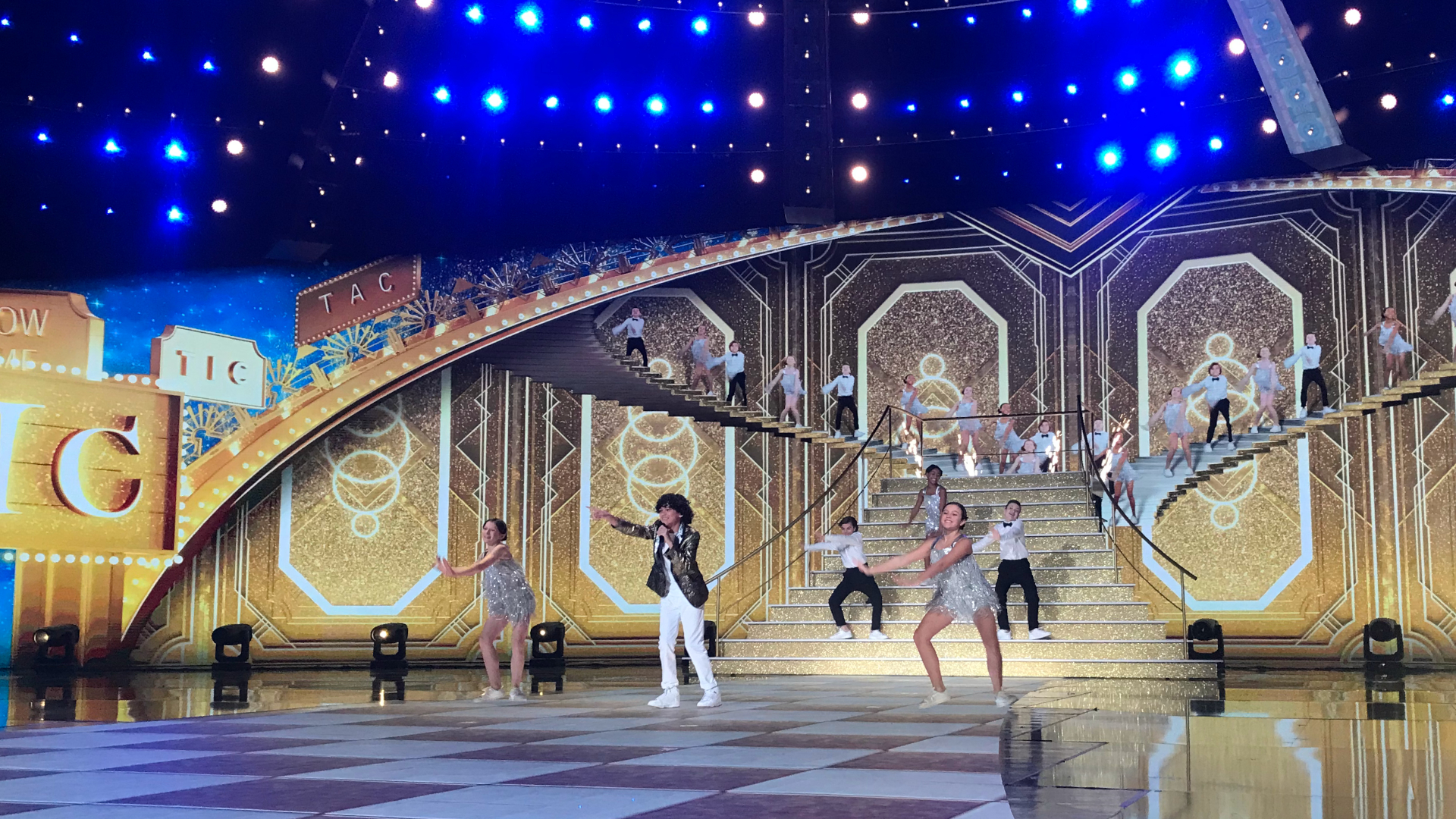
Enzo

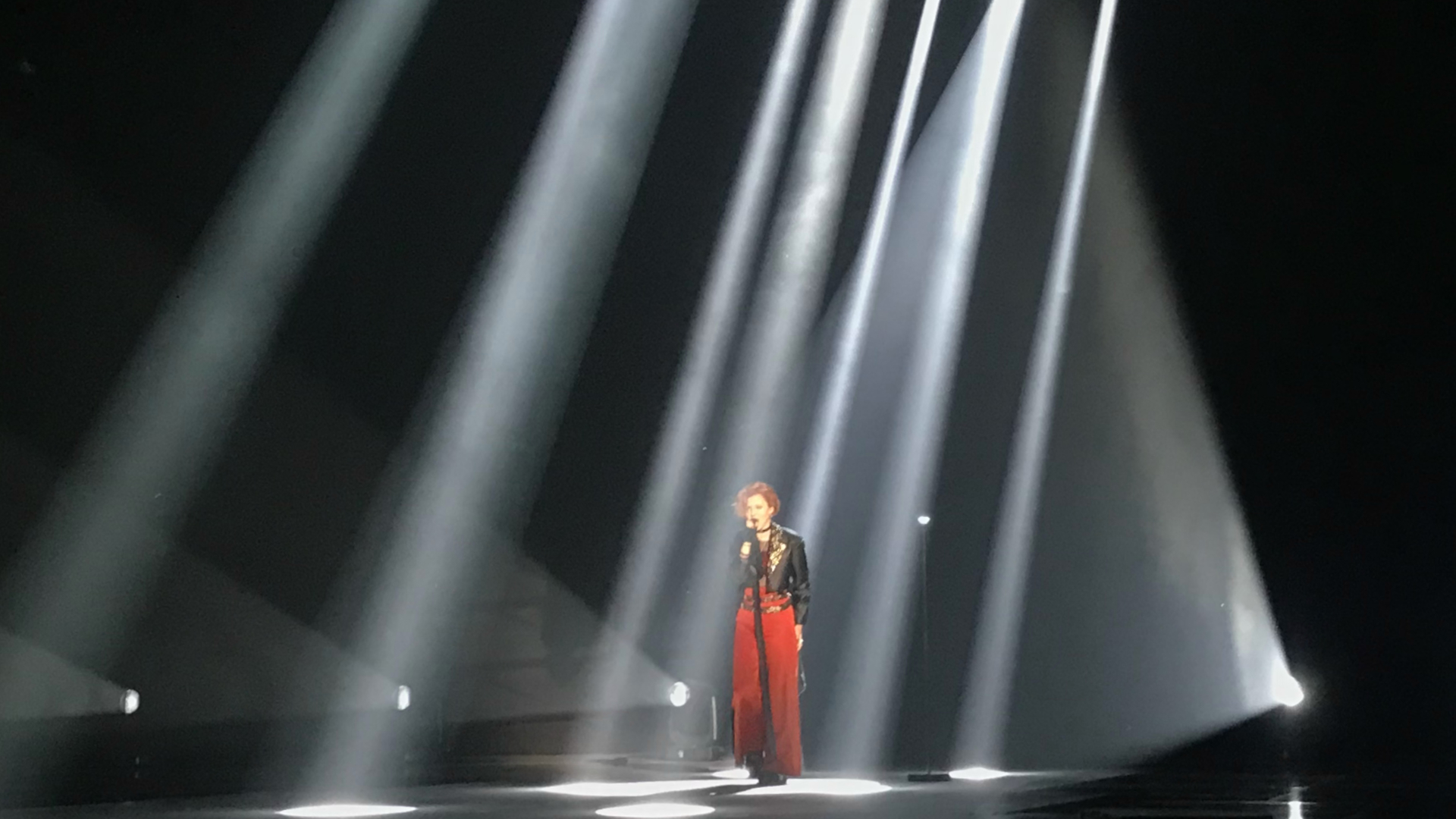
Olena Usenko

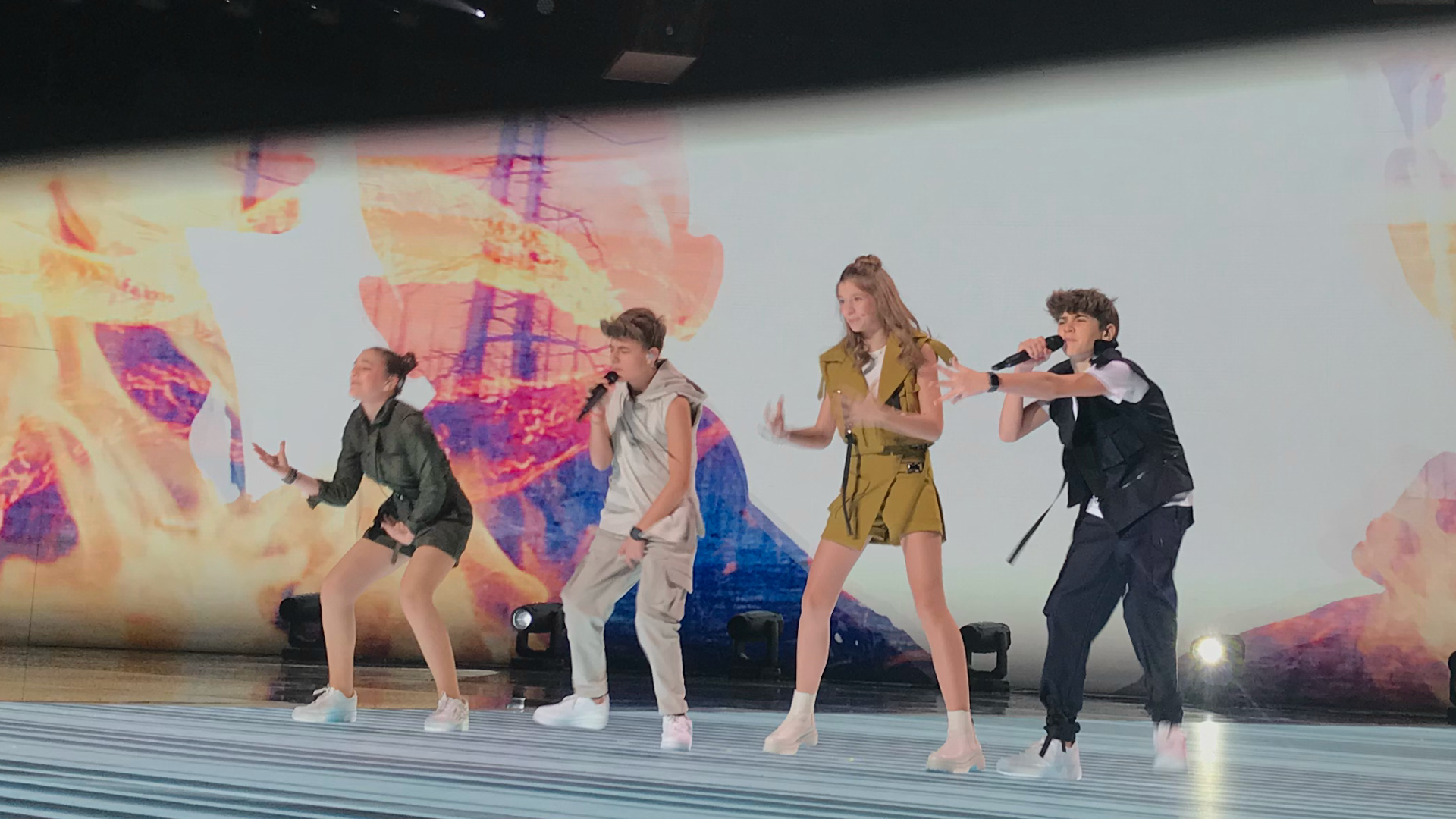
Dajze Muzika

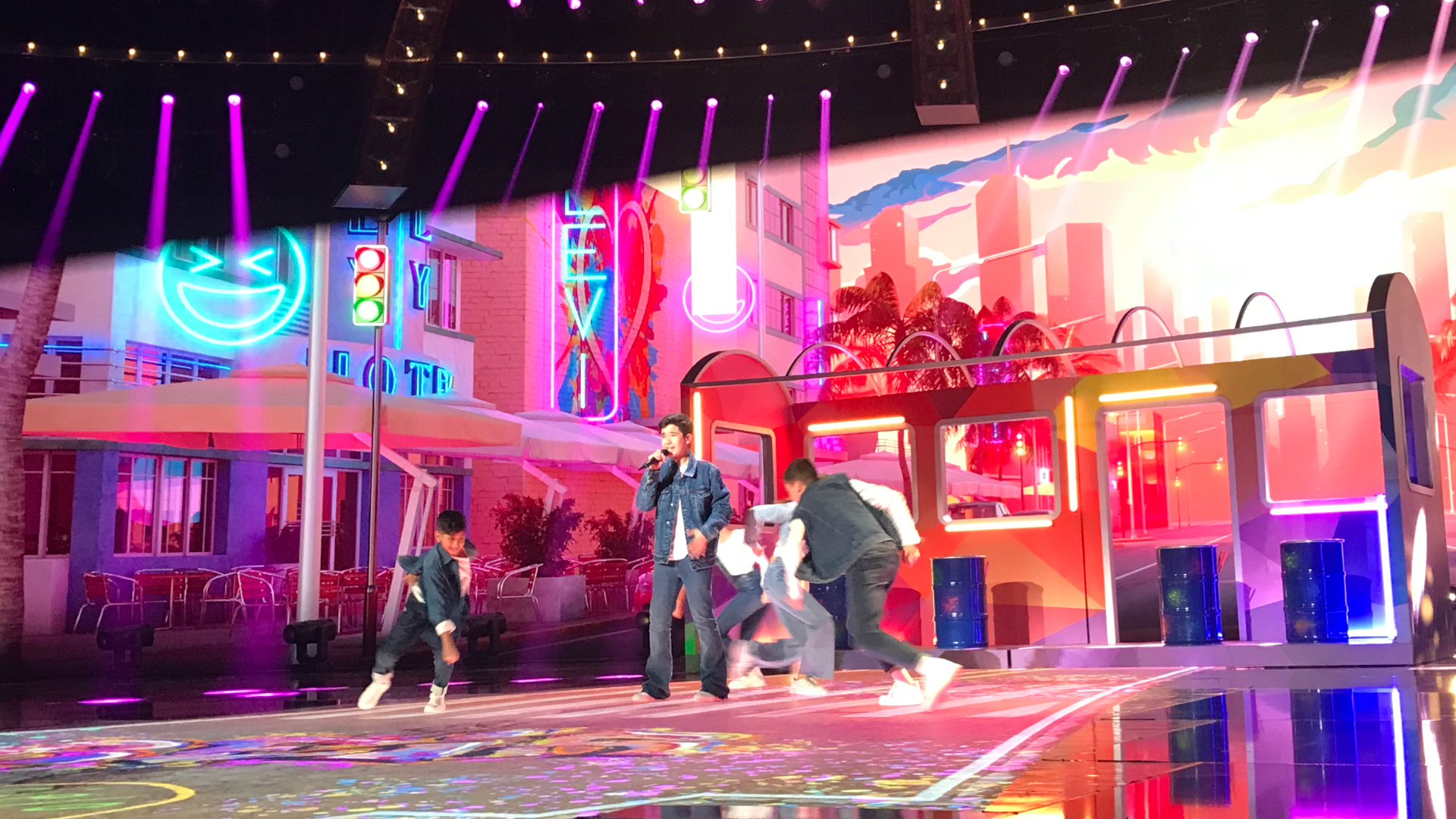
Levi Díaz

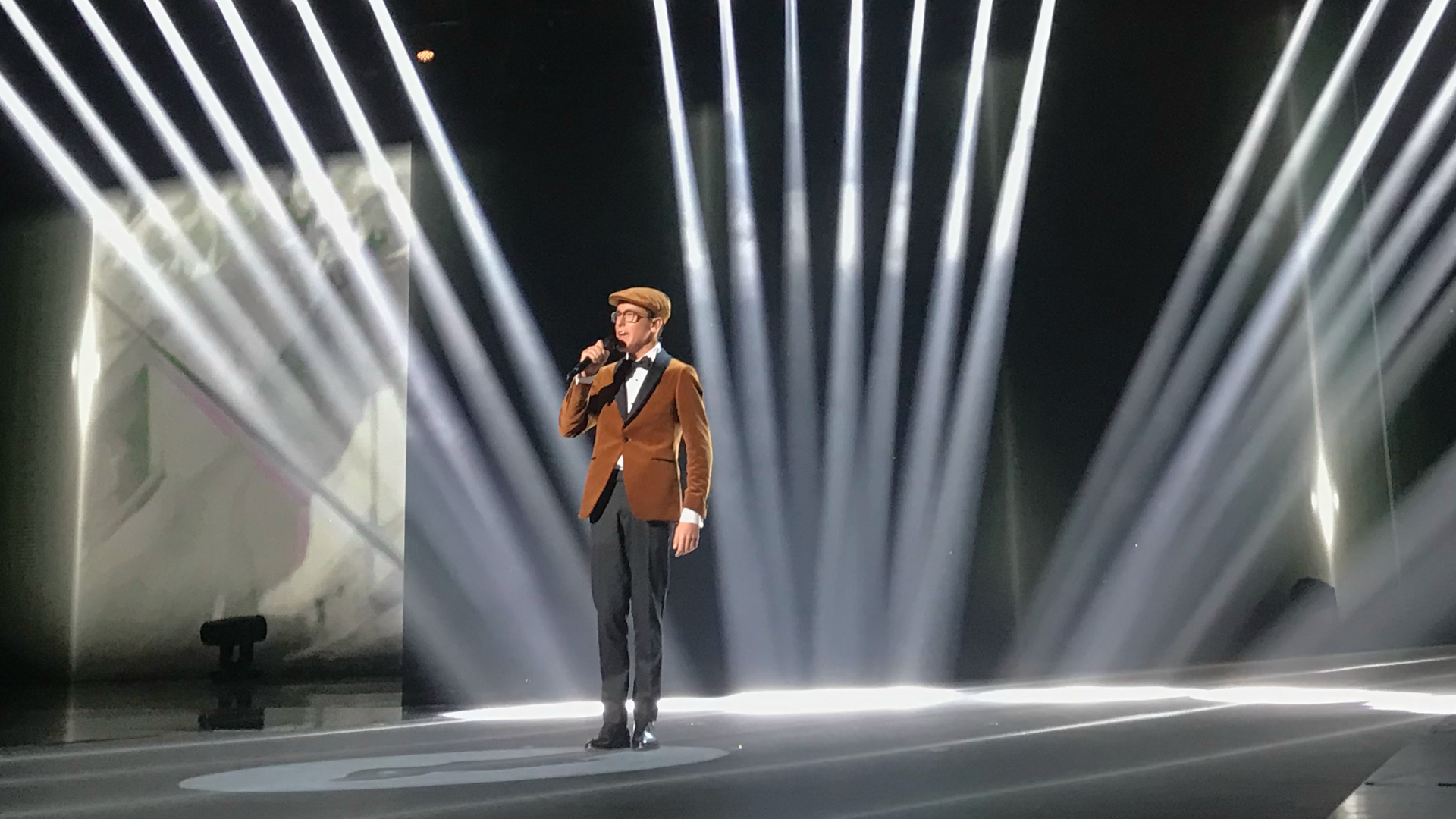
Simão Oliveira

4.↑ d: A dal tartalmaz egy többször ismételt mondatot japán nyelven is.

### Ponttáblázat
| Ország          | Össz. | Nézők | Zsűrik      | Zsűrik | Zsűrik        | Zsűrik | Zsűrik      | Zsűrik   | Zsűrik      | Zsűrik   | Zsűrik       | Zsűrik     | Zsűrik  | Zsűrik  | Zsűrik        | Zsűrik       | Zsűrik    | Zsűrik        | Zsűrik  | Zsűrik          | Zsűrik     |
| Ország          | Össz. | Nézők | Németország | Grúzia | Lengyelország | Málta  | Olaszország | Bulgária | Oroszország | Írország | Örményország | Kazahsztán | Albánia | Ukrajna | Franciaország | Azerbajdzsán | Hollandia | Spanyolország | Szerbia | Észak-Macedónia | Portugália |
| --------------- | ----- | ----- | ----------- | ------ | ------------- | ------ | ----------- | -------- | ----------- | -------- | ------------ | ---------- | ------- | ------- | ------------- | ------------ | --------- | ------------- | ------- | --------------- | ---------- |
| Németország     | 61    | 46    |             |        |               |        |             |          |             | 4        |              | 4          |         |         |               |              |           |               | 5       |                 | 2          |
| Grúzia          | 163   | 59    |             |        |               | 12     | 7           | 5        | 3           |          | 12           | 8          | 2       | 6       | 12            | 7            | 5         | 2             | 10      | 8               | 5          |
| Lengyelország   | 218   | 102   | 12          | 4      |               | 10     | 8           | 6        | 1           | 12       | 1            | 5          | 4       | 10      | 2             | 3            | 10        | 8             | 7       | 5               | 8          |
| Málta           | 97    | 50    | 6           | 8      | 2             |        | 2           |          | 2           |          | 3            | 3          |         | 8       |               | 4            |           | 1             |         | 4               | 4          |
| Olaszország     | 107   | 47    |             | 6      | 5             | 6      |             | 8        |             | 8        |              |            | 10      |         | 6             | 1            | 6         | 4             |         |                 |            |
| Bulgária        | 77    | 38    |             | 3      |               | 3      | 10          |          | 5           | 3        |              |            | 3       |         |               | 5            |           |               |         | 1               | 6          |
| Oroszország     | 124   | 50    | 5           |        | 4             | 1      |             | 3        |             |          | 7            | 12         | 7       |         | 1             | 12           | 3         | 3             | 4       | 12              |            |
| Írország        | 44    | 39    |             |        |               |        | 5           |          |             |          |              |            |         |         |               |              |           |               |         |                 |            |
| Örményország    | 224   | 109   | 10          | 5      | 12            | 5      |             | 2        | 6           | 7        |              | 6          | 6       | 7       | 10            |              | 7         | 10            | 8       | 2               | 12         |
| Kazahsztán      | 121   | 57    | 3           | 1      | 7             | 7      | 1           | 1        | 12          |          | 4            |            |         | 4       | 7             | 8            |           | 6             | 2       |                 | 1          |
| Albánia         | 84    | 39    | 4           |        | 1             |        |             |          | 7           | 6        | 8            |            |         |         | 8             |              | 1         |               |         | 10              |            |
| Ukrajna         | 125   | 63    | 8           |        | 8             |        |             | 12       |             | 10       | 2            |            |         |         | 3             | 6            | 2         | 12            |         |                 |            |
| Franciaország   | 187   | 67    | 8           | 12     | 6             | 8      | 3           | 10       | 4           |          | 10           | 7          | 8       |         |               |              | 12        | 7             | 12      | 6               | 7          |
| Azerbajdzsán    | 151   | 42    | 2           | 10     | 10            | 2      | 12          | 7        | 10          | 1        |              | 10         | 1       | 12      |               |              | 8         | 5             |         | 3               | 10         |
| Hollandia       | 43    | 34    |             |        |               |        | 4           |          |             |          |              | 1          |         | 3       |               |              |           |               | 1       |                 |            |
| Spanyolország   | 77    | 47    | 1           |        |               |        | 3           |          |             |          |              |            |         |         |               |              |           |               |         |                 | 3          |
| Szerbia         | 86    | 62    |             | 7      |               |        | 6           |          |             | 2        |              |            |         | 2       |               |              |           |               |         | 7               |            |
| Észak-Macedónia | 114   | 59    |             | 2      |               |        |             |          | 8           | 5        | 5            |            | 12      | 5       | 5             | 10           |           |               | 3       |                 |            |
| Portugália      | 101   | 92    |             |        |               | 4      |             | 4        |             |          |              |            |         | 1       |               |              |           |               |         |                 |            |

### 12 pontos országok
Az alábbi országok kaptak 12 pontot a versenyen:
| Darab | Jutalmazott ország | Szavazó ország                            |
| ----- | ------------------ | ----------------------------------------- |
| 3     | Franciaország      | Grúzia, Hollandia, Szerbia                |
| 3     | Grúzia             | Franciaország, Málta, Örményország        |
| 3     | Oroszország        | Azerbajdzsán, Észak-Macedónia, Kazahsztán |
| 2     | Azerbajdzsán       | Olaszország, Ukrajna                      |
| 2     | Lengyelország      | Írország, Németország                     |
| 2     | Örményország       | Lengyelország, Portugália                 |
| 2     | Ukrajna            | Bulgária, Spanyolország                   |
| 1     | Észak-Macedónia    | Albánia                                   |
| 1     | Kazahsztán         | Oroszország                               |

### Zsűri és nézői szavazás külön
| Helyezés | Zsűri szavazatok | Zsűri szavazatok | Nézői szavazatok | Nézői szavazatok |
| Helyezés | Ország           | Pontszám         | Ország           | Pontszám         |
| -------- | ---------------- | ---------------- | ---------------- | ---------------- |
| 1.       | Franciaország    | 120              | Örményország     | 109              |
| 2.       | Lengyelország    | 116              | Lengyelország    | 102              |
| 3.       | Örményország     | 115              | Portugália       | 92               |
| 4.       | Azerbajdzsán     | 109              | Franciaország    | 67               |
| 5.       | Grúzia           | 104              | Ukrajna          | 63               |
| 6.       | Oroszország      | 74               | Szerbia          | 62               |
| 7.       | Kazahsztán       | 64               | Grúzia           | 59               |
| 8.       | Ukrajna          | 62               | Észak-Macedónia  | 59               |
| 9.       | Olaszország      | 60               | Kazahsztán       | 57               |
| 10.      | Észak-Macedónia  | 55               | Málta            | 50               |
| 11.      | Málta            | 47               | Oroszország      | 50               |
| 12.      | Albánia          | 45               | Olaszország      | 47               |
| 13.      | Bulgária         | 39               | Spanyolország    | 47               |
| 14.      | Spanyolország    | 30               | Németország      | 46               |
| 15.      | Szerbia          | 24               | Azerbajdzsán     | 42               |
| 16.      | Németország      | 15               | Albánia          | 39               |
| 17.      | Hollandia        | 9                | Írország         | 39               |
| 18.      | Portugália       | 9                | Bulgária         | 38               |
| 19.      | Írország         | 5                | Hollandia        | 34               |

## A szavazás és a nemzetközi közvetítések

### Pontbejelentők
A pontbejelentők között volt a francia Angélina, aki 2018-ban, a holland Matheu Hinzen és az örmény Karina Ignatyan, akik 2019-ben, valamint a grúz Sandra Gadelia és az ukrán Oleksandr Balabanov, akik az előző versenyen képviselték hazájukat.
| 1. Németország – Venetia 2. Grúzia – Sandra Gadelia 3. Lengyelország – Matylda 4. Málta – Eden 5. Olaszország – Céleste 6. Bulgária – Arianne 7. Oroszország – Liza Gureeva 8. Írország – Reuben Levi Hackett 9. Örményország – Karina Ignatyan 10. Kazahsztán – Zere Kabdolla | 1. Albánia – Alex 2. Ukrajna – Oleksandr Balabanov 3. Franciaország – Angélina 4. Azerbajdzsán – Suleyman 5. Hollandia – Matheu Hinzen 6. Spanyolország – Lucía Arcos 7. Szerbia – Katie 8. Észak-Macedónia – Fendi 9. Portugália – Manon |

### Kommentátorok
| Ország              | Kommentátor                               | Közvetítő csatorna                        |
| Részt vevő országok | Részt vevő országok                       | Részt vevő országok                       |
| ------------------- | ----------------------------------------- | ----------------------------------------- |
| Albánia             | Andri Xhahu                               | RTSH1, RTSH Muzikë, Radio Tirana 1        |
| Azerbajdzsán        | Murad Arif és Shafiga Efendiyeva          | İTV                                       |
| Bulgária            | Elena Rosberg és Georgi Kushvaliev        | BNT 1, BNT 4                              |
| Észak-Macedónia     | Eli Tanaskovska                           | MRT                                       |
| Franciaország       | Laurence Boccolini és Stéphane Bern       | France 2                                  |
| Grúzia              | Nikoloz Lobiladze                         | 1TV                                       |
| Hollandia           | Buddy Vedder                              | NPO Zapp, NPO Start                       |
| Írország            | Louise Cantillon                          | TG4                                       |
| Kazahsztán          | Kaldybek Zhaisanbai és Mahabbat Esen      | Habar                                     |
| Lengyelország       | Aleksander Sikora és Marek Sierocki       | TVP1, TVP ABC, TVP Polonia                |
| Málta               | Kommentár nélkül                          | TVM                                       |
| Németország         | Consi                                     | KiKA                                      |
| Olaszország         | Giorgia Boni, Marta Viola és Mario Acampa | Rai Gulp, RaiPlay                         |
| Oroszország         | Anton Zorkin és Khryusha                  | Karuszel                                  |
| Örményország        | Arman Margaryan és Hrachuhi Utmazyan      | H1                                        |
| Portugália          | Nuno Galopim                              | RTP1, RTP Internacional                   |
| Spanyolország       | Julia Varela és Tony Aguilar              | La 1, TVE Internacional                   |
| Szerbia             | Tijana Lukić                              | RTS 2, RTS Svet                           |
| Ukrajna             | Victor Diachenko                          | Szuszpilne Kultura                        |
| További országok    |                                           |                                           |
| Izland              | Felix Bergsson                            | RÚV (felvételről, 2 óra 45 perc késéssel) |

## Hivatalos album
A Junior Eurovision Song Contest: Paris 2021 (magyarul: Junior Eurovíziós Dalfesztivál: Párizs 2021) a 2021-es Junior Eurovíziós Dalfesztivál dalainak válogatáslemeze, melyet az Európai Műsorsugárzók Uniója és a Universal Music Group közösen jelentetett meg 2021. december 3-án. Az album tartalmazza mind a 19 részt vevő ország dalát, az előző évekhez képest ezúttal csak digitális zene-streamelő platformokon jelent meg az album.
| 1.    | Stand by You (Albánia)                      | Anna Gjebrea                     | 2:46 |
| 2.    | Qami qami (Örményország)                    | Maléna                           | 2:53 |
| 3.    | One of Those Days (Azerbajdzsán)            | Sona Azizova                     | 3:07 |
| 4.    | Voice of Love (Bulgária)                    | Denislava & Martin               | 2:59 |
| 5.    | Imagine Us (Németország)                    | Pauline                          | 2:55 |
| 6.    | Reír (Spanyolország)                        | Levi Díaz                        | 2:52 |
| 7.    | Tic tac (Franciaország)                     | Enzo                             | 2:50 |
| 8.    | Let’s Count the Smiles (Grúzia)             | Nikoloz Kajaia                   | 3:02 |
| 9.    | Saor (Disappear) (Írország)                 | Maiú Levi Lawlor                 | 3:02 |
| 10.   | Specchio (Mirror on the Wall) (Olaszország) | Elisabetta Lizza                 | 2:56 |
| 11.   | Ertegı älemı (Fairy World) (Kazahsztán)     | Alinur Khamzin & Beknur Zhanibek | 2:51 |
| 12.   | Green Forces (Észak-Macedónia)              | Dajte Muzika                     | 2:57 |
| 13.   | My Home (Málta)                             | Ike & Kaya                       | 3:00 |
| 14.   | Mata sugu aō ne (Hollandia)                 | Ayana                            | 3:01 |
| 15.   | Somebody (Lengyelország)                    | Sara James                       | 2:59 |
| 16.   | O rapaz (Portugália)                        | Simão Oliveira                   | 3:00 |
| 17.   | Oči deteta (Children’s Eyes) (Szerbia)      | Jovana & Dunja                   | 3:00 |
| 18.   | Mon ami (Oroszország)                       | Tanya Mezhentseva                | 2:55 |
| 19.   | Vazhil (Ukrajna)                            | Olena Usenko                     | 3:00 |
| 56:05 |                                             |                                  |      |

## Térkép

Országok, melyek már megnevezték az indulójukat
Országok, melyek már jelezték, hogy részt vesznek
Országok, melyek korábban részt vettek, de ebben az évben nem

## Lásd még
- 2021-es Eurovíziós Dalfesztivál